# لوكاس ناردي
لوكاس ناردي (بالإسبانية: Lucas Nardi)‏ هو لاعب كرة قدم أرجنتيني في مركز الوسط، ولد في 7 سبتمبر 1980 في Justiniano Posse ‏ في الأرجنتين. لعب مع أتلتيكو باتروناتو.